# Live under the Sky
Das Jazz-Festival Live under the Sky  (jap. ライブ・アンダー・ザ・スカイ, Raibu Andā Za Sukai) fand von 1977 bis 1992 im Juli und August im Raum Tokio statt. Das Festival war das erste große Open Air Musikfestival in Japan und spielte im Bereich Jazz eine Vorreiterrolle für andere Festivals, wie dem Mount Fuji Jazz Festival.
Es wurde von Toshinari Koinuma gegründet, dem Leiter einer der führenden Konzertagenturen für Jazz in Japan, die unter anderem Keith Jarrett (zuerst 1974 in Japan), Abdullah Ibrahim, Don Cherry, Andrew Hill und das Art Ensemble of Chicago in den 1970er Jahren erstmals nach Japan brachten. Vorbild war das Newport Jazz Festival, auf dem Koinuma 1967 als Road Manager für Nobuo Hara & His Sharps and Flats war, der ersten japanischen Gruppe auf dem Newport Festival.
1977 bis 1981 fand es Open Air im Denen Coliseum in Ōta (Tokio) statt, das rund 10.000 Zuhörer fasste und eigentlich für Tennis-Veranstaltungen genutzt wurde. Nach einem Jahr Unterbrechung wurde es 1983 im Open Theater East im Freizeitpark Yomiuriland bei Tokio fortgesetzt. 1987 feierte das Festival sein zehnjähriges Bestehen mit einer Presse-Party in New York, im selben Jahr wurde ein Ableger in der Queen Elizabeth Hall in Hongkong gegründet.
Es traten zum Beispiel 1981 Sonny Rollins und Herbie Hancock  auf (der mit seinem VSOP Quintett schon 1977 die Veranstaltung eröffnet hatte), 1983 Weather Report, Chick Corea Trio, Sonny Rollins Quartett und The Crusaders, 1984 das Gil Evans Orchestra und die Herbie Hancock Rockit Band, 1985 Miles Davis Septett, 1986 Ornette Coleman, das Duo Larry Coryell/Al Di Meola, Chick Corea Elektrik Band, das Herbie Hancock Quartet. 
1987 gab es ein Tribute to John Coltrane mit Wayne Shorter und anderen und es traten Steve Gadd (The Gadd Gang) und Miles Davis auf, 1988 das Sun Ra Arkestra, Miles Davis mit Oktett sowie David Sanborn, 1989 stand im Zeichen von Michael Brecker und einem Duke Ellington Tribute, 1991 trat das Orchestre National de Jazz, Milton Nascimento, Hancock mit Shorter und Stanley Clarke und Marcus Miller auf. 1992 gab es ebenfalls ein Marcus Miller Projekt, Auftritte von Hancock´s V.S.O.P. Quintett und Pat Metheny.
Von japanischer Seite spielten unter anderem Terumasa Hino und Sadao Watanabe. Außerdem traten Roberta Flack, Elis Regina, Carlos Santana, Ron Carter und Al Jarreau auf.
Koinuma organisierte 1985 bis 1991 auch das Festival Tokyo Music Joy, auf dem unter anderem Steve Gadd, Charlie Haden, Pat Metheny, Bill Frisell, Keith Jarrett, Chick Corea, Michael Brecker, Lester Bowie spielten.

## Diskographie
Auf dem Festival entstanden mehrere Live-Alben und DVDs:
- Herbie Hancock, V.S.O.P. Quintet / Tempest in the Colosseum (1977)
- Jazz of Japan: Live under the Sky '77 (1977)
- Tony Williams All Stars: Live under the Sky (1978)
- Tony Williams / The Joy of Flying (1978)
- McCoy Tyner / Passion Dance (1978)
- Ron Carter / 1+3 (1978)
- Galaxy All-Stars In Tokyo: Live under the Sky (1978)
- Hancock, V.S.O.P. Quintet / Live under the Sky (1979)
- Herbie Hancock Rockit Band In Japan (Video 1984)
- Diverse: Tribute to John Coltrane (1987: CD und Video, unter anderem Joshua Redman, Michael Brecker, New York Voices, Dave Liebman, Dave Holland, Christian McBride)